# 板野新夫
板野 新夫（いたの あらお、1887年（明治20年）4月11日 - 1972年（昭和47年）4月12日）は、日本の農業研究者・教育者であり、日本の農業研究の第一人者である。岡山県総社市出身。

## 経歴

### 生い立ち
1887年（明治20年）に岡山県下道郡秦村（現・総社市）の農家の家庭に生まれる。その後、1900年（明治33年）旧制岡山県立高梁中学校（現・岡山県立高梁高等学校）に入学した。 高梁中在学中に米国に留学した新島襄に憧れ、また、新渡戸稲造の農業経営の理念に感化され、卒業後、1905年（明治38年）すぐに単身で渡米し農学の専攻を志した。

### 渡米後
渡米後の板野は、最初に飲食店やホテルで働いて、学費を稼ぎながらドイツ語とラテン語を勉強した。こうして、渡米してから2年後に北米最古の農業大学であるミシガン農科大学（現・ミシガン州立大学）に入学し、3年次に農芸化学分野へ進んだ。その後、当初の予定通り農業細菌学を専攻して遂に1911年（明治44年）6月学士号を取得した。板野は、大学卒業後、学者としての道を歩み始めた。まず、ミシガン州立農事試験場で1年間勤務し、その後、1912年にマサチューセッツ州立農科大学（現・マサチューセッツ大学）に新設された微生物学科の助手として勤務し、同大学院に進学した。ここでの研究テーマは「枯草菌による蛋白質の分解とその機構」であり、枯草菌の蛋白質分解に関する重要な研究を行った。
その研究過程で、培地の酸性度をpH測定する必要があり、当時、アメリカでは水素イオン濃度を測定する方法が確立されていなかった。そこで、交流のあった同じ日本の微生物学者である野口英世博士に紹介され、1914年にデンマークのカールスバーグ研究所のソーレンセン教授のもとで、pH測定法を学ぶためにヨーロッパに渡った。

### 渡欧後（第一次世界大戦と研究の障害）
板野は、デンマークでの研究を順調に終えた後、ドイツを訪れ、フランス、イギリスを経由してアメリカに帰る予定だった。しかし、第一次世界大戦が勃発し、ドイツに向かう途中で帰国の足が止まり、命の危険を冒しながらイギリス経由でアメリカに帰国した。この期間中、戦争の影響でさまざまな困難に直面したが、それでも無事に1916年にマサチューセッツ州立農科大学から博士号を授与され、アメリカでの研究と教育活動を続けた。
アメリカに帰国後、板野は、アメリカが第一次世界大戦に参戦していたこともあり、戦争に関連する研究を行うことになった。特に、食料供給や栄養源としての大豆の重要性に注目し、「Soy Beans as Human Food」という論文を発表。この研究は、大戦中の食料不足に対する一つの解決策として注目された。また、軍事用の缶詰が腐敗する原因とその防止法についても研究し、米軍の戦時下の食料管理に大きく貢献した。

### 日本への帰国と大原農業研究所での活動
1924年、アメリカでの活動を続ける中で、アメリカではアジアからの移民を排除する法律（Johnson-Reed移民法、通称：排日移民法）が施行、黄色人種差別が起こり、この出来事は彼が日本への帰国を決意する出来事となる。板野は、東京からの妻を迎え、すでに4人の子供を持っていた中、大原孫三郎が創設した大原農業研究所（現・岡山大学資源植物科学研究所）からの招聘を受けて、19年ぶりに日本に帰国した。日本では、大原農業研究所で土壌学や微生物学の研究に従事し、日本最初の水田土壌の微生物学的研究や、有機質資材を使った堆肥製造法の開発を行った。また、1930年代には「板野pH計」を発明し、日本国内での土壌微生物学の発展に大きな貢献した。さらに、日本土壌肥料学会副会長や日本農学会評議員に就任し、学術活動を積極的に行った。1925年には東京帝国大学から農学博士号を贈られた。

### 旧満州での活動と戦争の影響
1939年（昭和14年）、板野は15年間の日本国内での研究生活を終え、満州国大陸科学院に赴任した。この時期、第二次世界大戦が欧州で勃発し、また、既に日中戦争が始まっていたため、研究活動は戦時中の資源調査へとシフトしていった。主に、満州における土壌や鉱物資源の調査を行い、農学研究よりも戦争に必要な資源の確保を目的とした業務に従事した。
戦後、板野は、中国にいる日本人の待遇改善を条件に中国に渡り、中国共産党政府に留用され、1949年には中国東北農業試験場の農芸化学系主任として土壌微生物学の研究を再開した。中国での活動は、戦後の復興期における農業の発展に貢献し、1956年には新設された中国農業科学院土壌微生物研究室の設立にも携わった。ここでの仕事は、中国土壌微生物学の発展に大きな影響を与え、また、中国の若手研究者の養成にも力を入れた。

### 帰国後とその評価
1960年（昭和35年）に日本に帰国した板野は、その後も学問の発展に尽力した。彼の長い学術人生は、アメリカ、日本、そして中国という異なる大国で行われた研究活動を通じて、各国の農業学や微生物学の発展に大きな影響を与えた。特に、土壌微生物学や土壌学の分野では、板野の業績は今でも高く評価されており、現代の農業でも活用されている。
1972年（昭和47年）4月12日、85歳で死去。死後、従五位・勲四等旭日小綬章を贈られた。
板野の研究人生は、アメリカでの19年間、日本での15年間、そして中国での21年間という長期間にわたるものであり、その間に数々の学術的成果を挙げた。彼の研究は、20世紀前半の2度の世界大戦の影響を受けながらも、当時最先端の学問であった土壌微生物学の発展に貢献した。また、彼の人生は戦争や時代の変化に翻弄されながらも、学問に対する情熱と信念を貫き通したものであり、学界に与えた影響は大きい。同時期のアメリカ移民としてやってきた、板野と1歳年下のセルマン・ワクスマン（ウクライナ出身）は、同じ土壌微生物で結核に効果のある抗生物質ストレプトマイシンを発見し、1952年にノーベル生理学・医学賞を受賞したことからも、土壌細菌学は当時最先端の学問であったことがうかがえる。